# آبشار لیلافورد
آبشار لیلافورد (به مجاری: Lillafüred) آبشاری است که در مجارستان واقع شده و ارتفاع کلی ریزشگاه آن ۵۰ متر است.